# Antiretour
En mécanique, un système antiretour est un système permettant la rotation unidirectionnelle entre deux des pièces d'un mécanisme et interdisant la rotation inverse.

## Exemples
- encliquetage avec ou sans ressort ; système came/galet glissant/arc boutant ;
- accouplement en prolongement à ressort coaxial glissant/arc-boutant ;
- engrenages à dents dissymétriques, engrenage à pignon baladeur ;
- roues libres

## Autre domaines techniques
En hydraulique ou en pneumatique, antiretour est souvent utilisé pour désigner de manière abrégée un clapet anti-retour.